# Populacja nieskończona
Populacja nieskończona to pojęcie z zakresu statystyki oznaczające taką populację statystyczną, która ma nieskończoną liczbę elementów (jednostek).
Populacje nieskończone są zazwyczaj wynikiem hipotetycznych rozważań, gdyż zbiory nieskończone rzadko mają związek z rzeczywistością. Do nielicznych przykładów należą populacje w jakiś sposób związane z czasem: np. natężenia światła lasera (zmienia się w czasie w sposób ciągły), rzut monetą (zakładamy, że populacja rzutów może trwać w nieskończoność).
Chociaż niektóre populacje są skończone, często wygodne jest założyć, że są nieskończone.
Przeciwieństwem populacji nieskończonej jest populacja skończona.